# الجرفة (السبرة)

تعديل مصدري - تعديل

الجرفة هي إحدى قرى عزلة الأبروة بمديرية السبرة التابعة لمحافظة إب، بلغ تعداد سكانها 569 نسمة حسب تعداد اليمن لعام 2004.